# 朱衡 (话剧演员)
朱衡（1957年3月—），中国话剧表演艺术家，一级演员，甘肃省戏剧家协会主席，中国戏剧梅花奖二度梅获得者。